# Behanzin

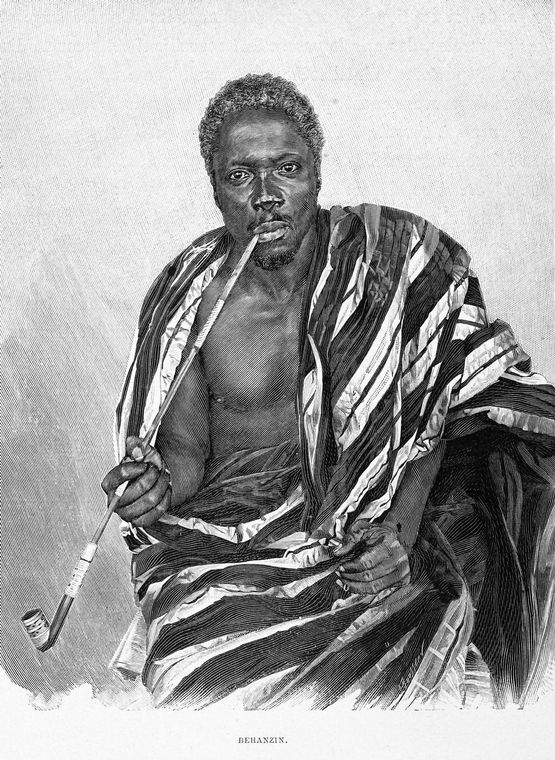
Behanzin

Behanzin (geb. 1844 als Kondo; gest. 10. Dezember 1906) war der vorletzte und letzte unabhängige König von Dahomey (reg. 1889–1894).

## Biografie
Geboren wurde Prinz Kondo 1844 als Thronfolger des Königs Glélé von Dahomey. Er kam 1889 nach dem Tod seines Vaters an die Macht, obwohl er eigentlich schon einige Jahre zuvor als Regent den Staat regiert hatte. Bei seiner Krönung am 30. Dezember 1889 nahm er den Namen Behanzin an. Behanzin wurde von seinen Untergebenen als mutiger und kluger Herrscher angesehen. Als er sah, dass die Europäer allmählich versuchten, Dahomey zu ihrer Kolonie zu machen, scheute er sich nicht, trotz seiner Isolation von der außenpolitischen Weltbühne zurückzuschlagen.

### Kriege mit Frankreich

#### Erster Französisch-Dahomeyischer Krieg
Kurz vor dem Tod seines Vaters, weigerte sich Behanzin als Thronfolger, den französischen Gesandten Jean Bayol zu treffen, mit der Begründung, er sei mit den obligatorischen Ritualen und Zeremonien beschäftigt. Nach der Rückkehr in die Stadt Cotonou begann der beleidigte Bayol mit den Vorbereitungen für eine militärische Aktion gegen Dahomey. Behanzin (der zu diesem Zeitpunkt bereits an die Macht gekommen war) beschloss jedoch, zuerst anzugreifen: Am 21. Februar 1890 griff er französische Truppen an, die in der Nähe der Dahomey-Gebiete konzentriert waren, wurde aber wegen des besser organisierten und vorbereiteten Feindes zurückgeschlagen. Dieser Konflikt, der als der Erste Französisch-Dahomeyische Krieg in die Geschichte einging, dauerte nur etwas mehr als 8 Monate und brachte Dahomey geringe Verluste ein: Nachdem Behanzin auf Ansprüche auf die Städte Cotonou und Porto-Novo verzichtet hatte, ging er nach Abomey und Bayol nach Cotonou.

#### Zweiter Französisch-Dahomeyischer Krieg
Der Frieden zwischen Frankreich und Dahomey dauerte zwei Jahre, in denen sich beide Seiten weiter auf einen neuen Krieg vorbereiteten. Diesmal waren es die Franzosen, die als erste angriffen und – aus Angst vor englischen oder deutschen Kolonialinitiativen – ohne Kriegserklärung die Grenze zu Dahomey überschritten. In der Zwischenzeit erklärte Bayol, zu diesem Zeitpunkt bereits zum Kolonialgouverneur ernannt, Behanzin den Krieg.
Dank der hervorragenden Arbeit des französischen militärischen Nachrichtendienstes, des technologischen und strategischen Vorteils gelang es Frankreich, Dahomey, den letzten der traditionellen afrikanischen Staaten, der nicht der europäischen Kolonisation unterworfen war, zu besiegen. Im Jahr 1894 gab Behanzin, ohne irgendwelche offiziellen Dokumente oder Verträge zu unterzeichnen, seine königlichen Befugnisse auf und kapitulierte. Die Kapitulation wurde vom französischen General Alfred Dodds entgegengenommen. Der König wurde von seinem jüngeren Bruder Agoli-Agbo abgelöst, der später der letzte Herrscher von Dahomey wurde.

### Gefangenschaft und Tod

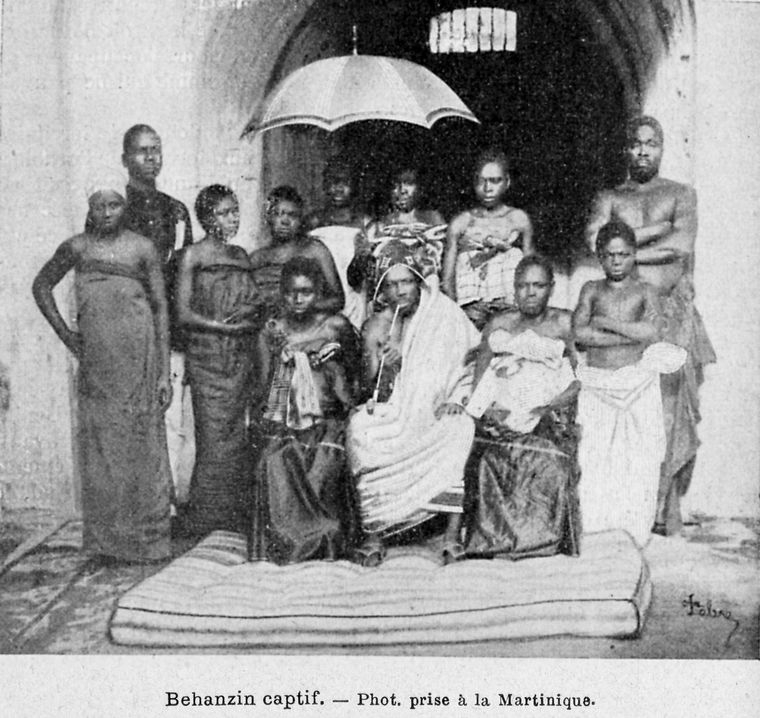
Behanzin in Gefangenschaft auf Martinique (um 1902)

Der ehemalige König Behanzin lebte den Rest seines Lebens im Exil auf Martinique und in Algerien. Nach seinem Tod im Jahr 1906 wurden Behanzins sterbliche Überreste zurückgebracht und in Abomey beigesetzt.